# Baruffini
Baruffini (lokaler Dialekt: Barfì) ist eine Fraktion der Gemeinde Tirano in der Provinz Sondrio, Lombardei in Italien und liegt am Südhang des Monte Masuccio in etwa 820 m Seehöhe, etwa 3 km Luftlinie von der Schweizer Grenze entfernt. Nach Tirano sind es etwa 4 km.

## Name
Die sprachliche Ableitung des Namens Baruffini ist ungewiss. Teilweise wird diese auf das lombardische rauffen (Kampf) oder baraufen zurückzuführen versucht. Nach dem Historiker Ennio Emanuele Galanga ist der überzeugendste Ursprung des Dorfnamens auf einen Eigennamen zurückzuführen, wahrscheinlich auf Baruffi.

## Einteilung
Das Gebiet des Dorfes ist seit Alters her in neun Contrade unterteilt: Bottigioli, Buglio, Case alte, Dossello, Mocchioni, Parlenti, Piazzo, Selva und Santo Stefano.

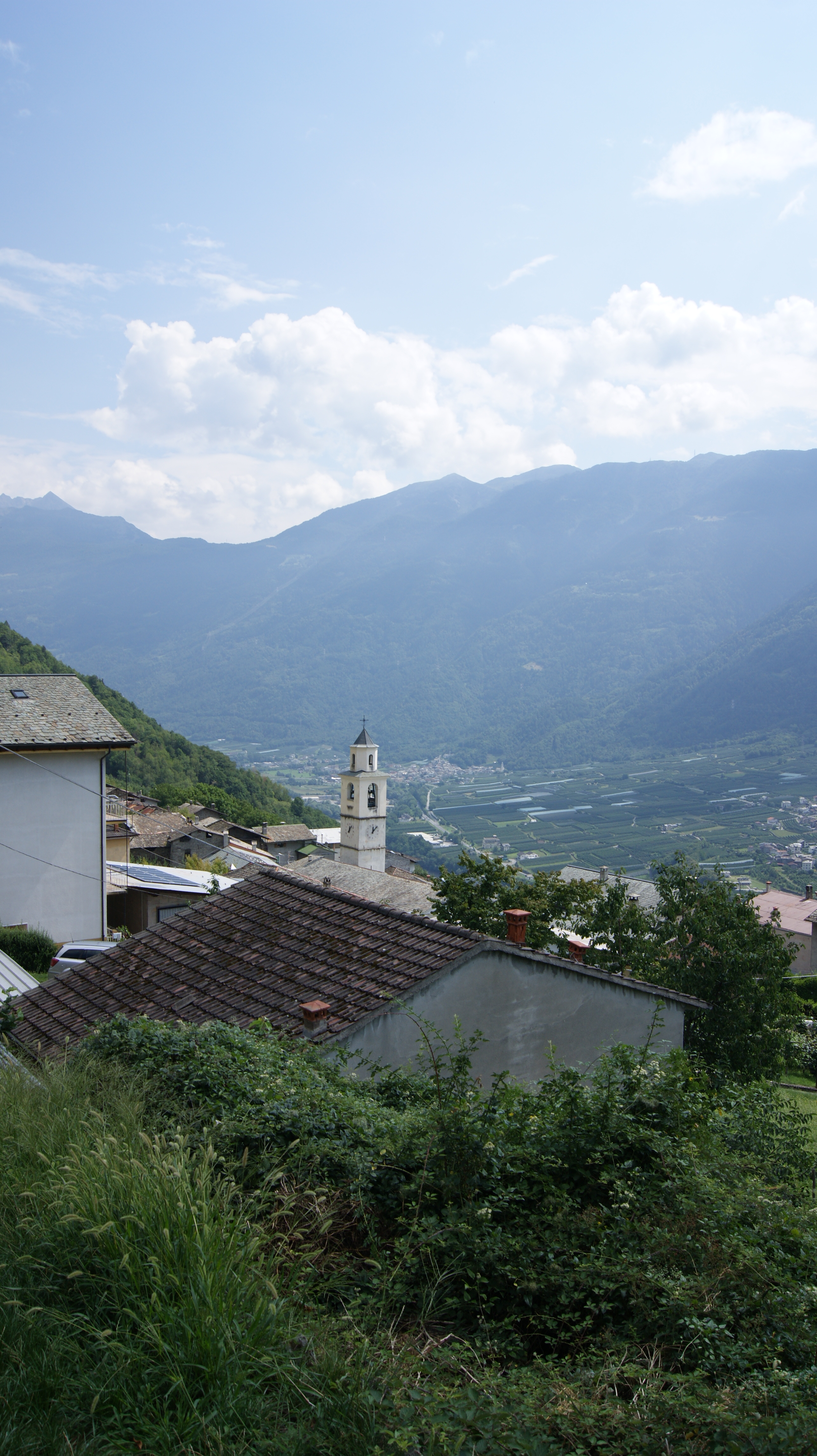
Baruffini mit Kirche, im Hintergrund Villa di Tirano

## Geschichte
Baruffini war schon in prähistorischer Zeit besiedelt. Die Kirche San Pietro Martire wurde 1536 erbaut wurde. Am 8. Dezember 1807 kam es nach einer langen Regenperiode zu einem großen Erdrutsch, der landwirtschaftliches Gebiet in Baruffini, Straßen und Häuser zerstörte.
Die erste Naturstraße wurde 1922 gebaut, elektrische Energie gibt es seit 1928 im Dorf. Die erste Telefonleitung wurde am 17. September 1932 in Betrieb genommen. Seit 1955 gibt es eine Busverbindung mit Tirano.
Am 4. Oktober 1953 wurde eine eigene Grundschule eröffnet, bereits 1910 bestand die Möglichkeit des Unterrichts in Baruffini. Der Rückgang der Schülerzahl führte 1989 zur Schließung der Grundschule.

## Wirtschaft
Baruffini war und ist landwirtschaftlich dominiert, vor durch allem Weinbau und Apfelplantagen. Der Tourismus spielt eine untergeordnete Rolle. Aus der landwirtschaftlichen Tätigkeit sind noch einige Croti erhalten.
Aufgrund der mangelnden Erwerbsmöglichkeiten in Baruffini, der Trennung des Veltlins von der Schweiz 1798 und der Nähe zur nunmehr Schweizer Grenze entwickelte sich schon im 19. Jahrhundert eine rege Schmuggeltätigkeit, die für einen gewissen Wohlstand im Dorf sorgte. Als es in den 1970er-Jahren zu einer Abwertung der Lira kam, sanken auch die Gewinnmargen im traditionellen Schmuggel von der Schweiz nach Italien stark und die Schmuggeltätigkeit reduzierte sich ebenfalls drastisch.

## Verkehr
Baruffini liegt an einem alten Verkehrsweg von San Romerio (Berninaroute – Via Bernina) in die Schweiz und den Bodensee-Raum (Via Valtellina) über den Berninapass bzw. der norditalienische Tiefebene (Po-Ebene) nach Italien.

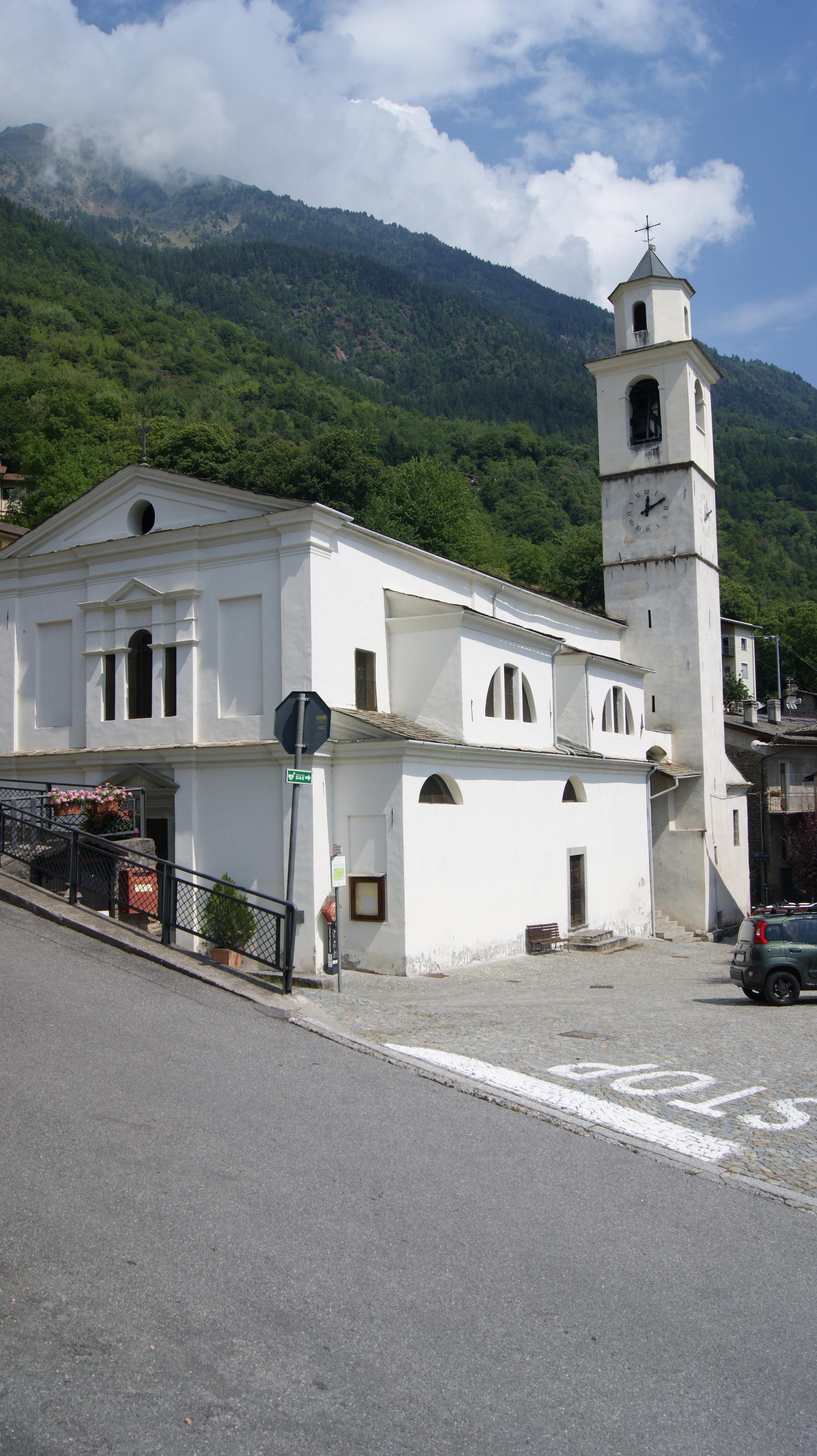
Kirche San Pietro Martire

}

## Sehenswürdigkeiten
- Kirche San Pietro Martire. San Pietro Martire (Petrus von Verona) ist auch der Schutzheilige des Dorfes.

## Bevölkerungsentwicklung
Wegen der mangelnden Erwerbsmöglichkeiten reduzierte sich die Bevölkerungszahl von Baruffini im Laufe der letzten rund 100 Jahre auf rund ein Viertel. Doch gibt es bereits aus dem 14. Jahrhundert Berichte über die Emigration aus dem Dorf.
| 953  | 939  | 776  | 743  | 594  | 542  | 457  | 317  | 278  | 257  | 249  |
| 1901 | 1911 | 1921 | 1936 | 1951 | 1961 | 1971 | 1981 | 1991 | 2001 | 2011 |

Von den 2011 noch 240 Bewohnern sind 80 über 65 Jahre alt. Minderjährige Kinder bis 14 Jahre leben 16 in Baruffini und 6 Kinder im Alter zwischen 14 und 18 Jahren. Im erwerbsfähigen Alter zwischen 19 und 39 Jahren leben in Baruffini 59 Personen, zwischen 40 und 65 Jahren sind es 88 Personen.

## Wanderwege

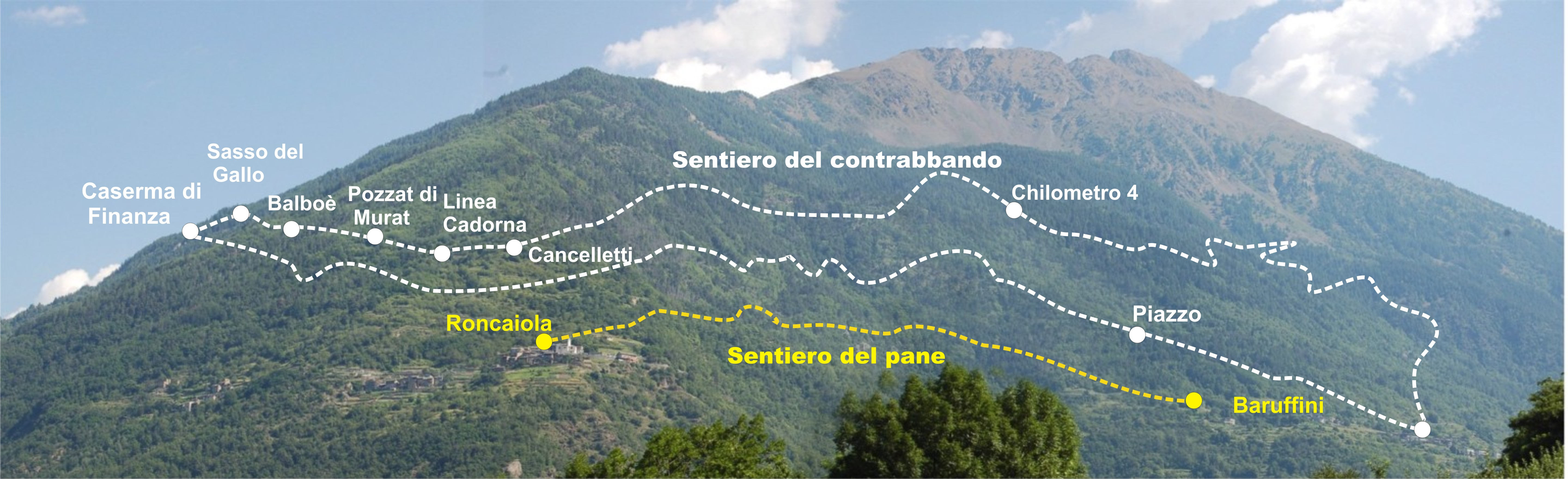
Monte Masuccio – Der Brotweg und der Schmuggelpfad

Baruffini ist Ausgangs- bzw. Zielpunkt von mehreren Wanderwegen. Bekannt sind der Brotweg und dem Weg des Schmuggels und der Erinnerung sowie der Wanderweg von und nach Tirano. Daneben besteht auch die Möglichkeit der Nutzung verschiedener Wege durch Mountainbiker.

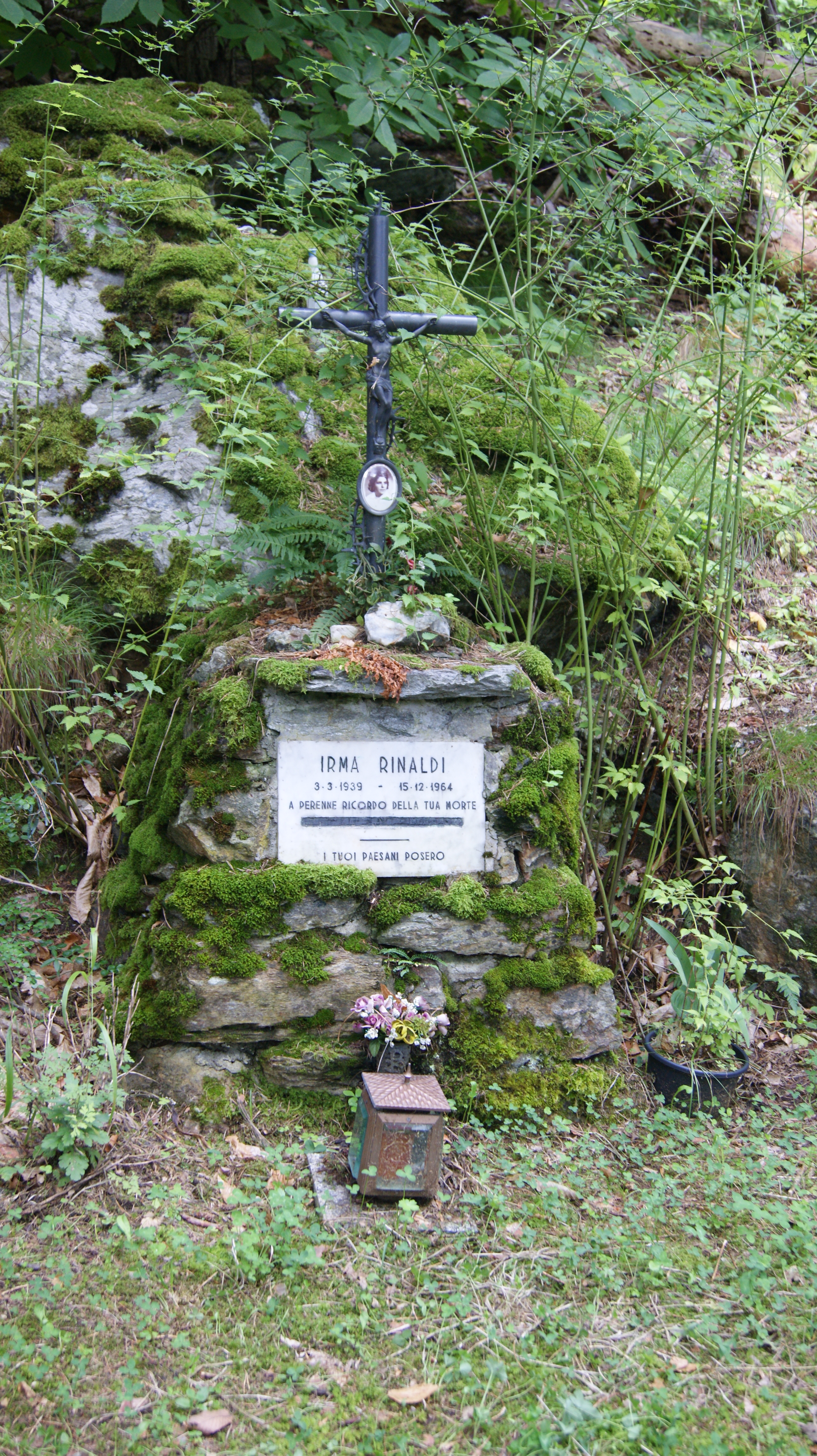
Gedenkstelle für die Schmugglerin Irma Rinaldi (3. März 1939 – 15. Dezember 1964) beim Wanderweg des Schmuggels und der Erinnerung

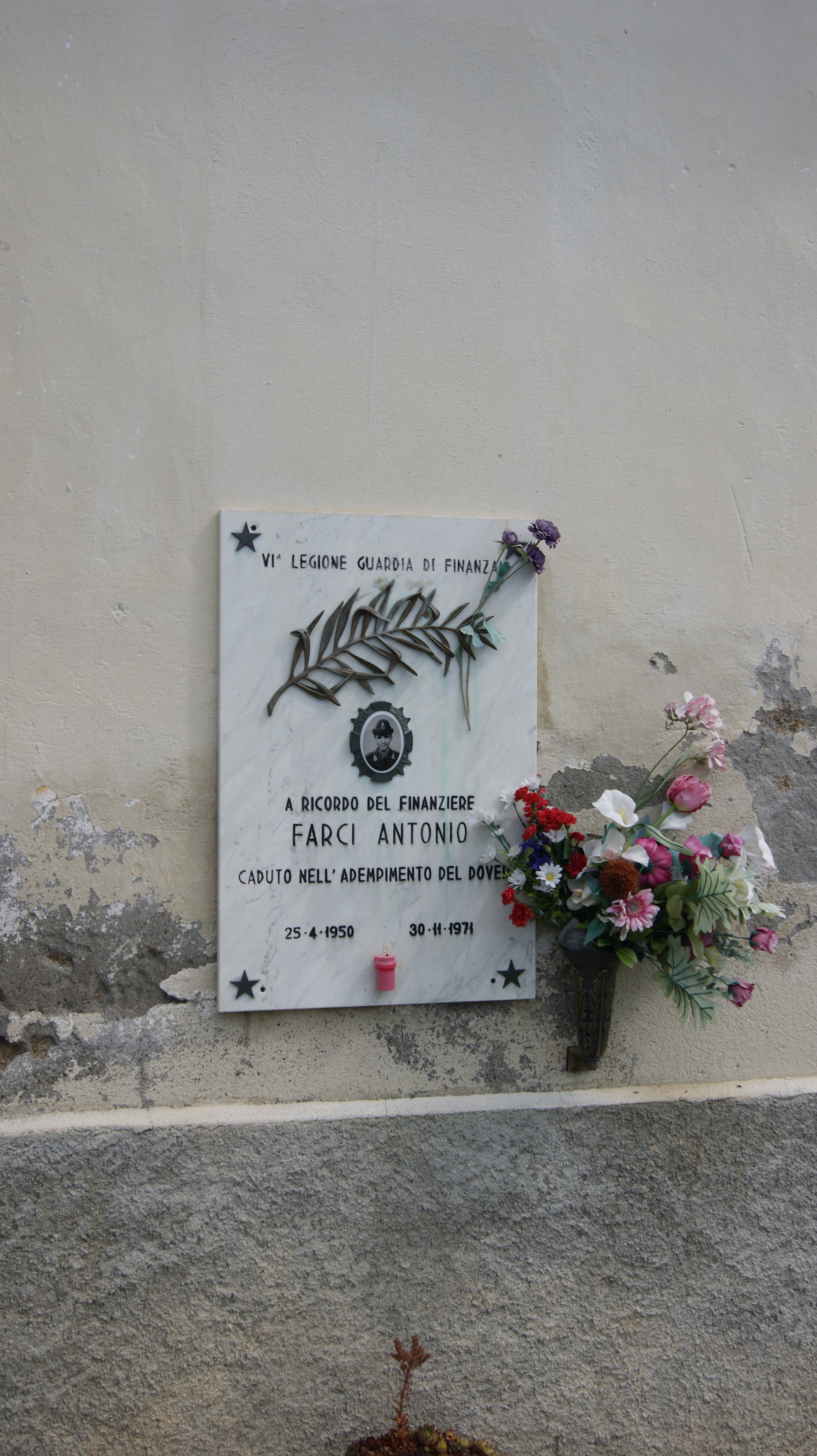
Gedenktafel für den Grenzwächter Antonio Farci (25. April 1950 – 30. November 1971) bei der Kirche Santo Stefano

### Brotweg
Der Brotweg (ital.: Sentiero del pane) führt vom Ortsteil Roncaiola  über etwa 4 km nach Baruffini und erinnert an den Weg, den die Bewohner des Dorfes Roncaiola nehmen mussten, um in Baruffini das Korn (Roggen) für das Brot mahlen zu lassen. Der Weg wurde am 26. Mai 2007 eröffnet, beginnt in Roncaiola sehr steil und fällt dann nach Baruffini ab. Er führt zwischen alten, ehemals landwirtschaftlich genutzten Terrassen, hindurch weitgehend im Schatten von Ahornbäumen, Kastanien und Birken. Auf diesem Weg finden sich mehrere Crotti in gut erhaltenem Zustand.

### Weg des Schmuggels und der Erinnerung
Der "Weg des Schmuggels und der Erinnerung" (ital.: Sentiero del contrabbande) wurde 2007 eröffnet. Der Weg ist zwei Opfern der Schmuggeltätigkeit im vergangenen Jahrhundert gewidmet, Irma Rinaldi (Schmugglerin) und Dario Cinus (Finanzwache). Die Länge des Rundweges beträgt etwa 8,5 km, der Höhenunterschied rund 450 Meter und die Wanderzeit etwa 4 Stunden.

### Wanderweg nach Tirano
Von bzw. nach Barffino führt ein sehr sehenswerter Wanderweg (Sonnenweg, ital.: "Corsa del Sole") nach Tirano durch Weinberge und ehemalige, landwirtschaftlich genutzte Terrassen sowie Wald, indem alte Unterstände, Lagerräume und Bewässerungsanlagen angefunden werden können. Die Wanderzeit beträgt etwa 1,5 Stunden, der Höhenunterschied etwa 380 Meter. Der Weg ist gut beschildert und mit Informationstafeln ausgestattet.